# 卜部兼好
- 卜部兼好（うらべ の かねよし）
- 卜部兼好（うらべ の けんこう）
- 兼好
- 兼好法師
- 吉田兼好

卜部 兼好（うらべ の かねよし / うらべ の けんこう）は、鎌倉時代末期から南北朝時代にかけての官人・遁世者・歌人・随筆家。日本三大随筆の一つとされる『徒然草』の作者。私家集に『兼好法師家集』。出家後は俗名を音読みした兼好（けんこう）を法名としたことから、兼好法師（けんこうほうし）とも呼ばれる。
治部少輔・卜部兼顕の子。鎌倉および京都に足跡を残す。吉田神社の神官の家系である吉田流卜部氏は後に吉田氏を名乗ったため、江戸時代以降は吉田 兼好（よしだ けんこう）とも称される。しかし、現在では吉田流卜部氏の一族であること自体が吉田兼倶による捏造であるとの見解がある（後述）。

## 生涯

### 出自
卜部氏は、古代より卜占を司り神祇官の官職を務める家系であり、「卜部氏系図」（『尊卑分脈』）によれば、卜部兼好の父は治部少輔卜部兼顕であり、兄弟に大僧正慈遍、従五位下民部大輔卜部兼雄がいるとされている。兼好の祖父・従四位下右京大夫卜部兼名の代に、吉田神社の神職を務める吉田流卜部氏から分かれた庶流にあたるとされる。
『大日本史料』が引用する『諸寺過去帳』にある観応元年（1350年）に68歳で没したとの記述から、生年は弘安6年（1283年）とされる。もっとも後述するように観応元年死没説が既に否定されている一方で、弘安6年生まれとしても矛盾がないことから生年は同年が採用されることが多い。
卜部氏系図に「蔵左兵衛佐」とあり、『正徹物語』に「久我か徳大寺かの諸大夫にてありしなり」とあることから、風巻景次郎は兼好は堀川家の家司であったと推定した。正安3年（1301年）に後二条天皇が即位すると、天皇の生母である西華門院が堀川具守の娘であったことから六位蔵人に任じられた後、六位蔵人の勤務年限6年を終えて従五位下左兵衛佐に昇進したというのが通説である。

### 出自に関する異説
しかし、上述の通説に対し、小川剛生は以下の理由による否定説を提示している。
- 六位蔵人であれば兼好が公家日記に登場してもおかしくないが見当たらない
- 天皇の側仕えしているはずの時期に鎌倉に長期滞在している
- 卜部氏の家格は低く、兼好だけが六位蔵人・左兵衛佐という高官に任じられているのは不自然である
- 父とされる兼顕、兄弟の兼雄・慈遍は実在の人物であるが、同時代史料では彼らは血縁関係にない
- 「卜部氏系図」は『尊卑分脈』とは本来関係なく、15世紀末ごろに編纂されたものが後に竄入したものである
- 『正徹物語』は兼好を「滝口」ともしているが、滝口は侍（六位以下）であり諸大夫（五位）とする記述と矛盾している
- 兼好は元応2年（1320年）成立の『続千載集』以来7つの勅撰和歌集に入集しているが、諸大夫（五位）以上であれば俗名で表記される原則に反し、いずれも「兼好法師」である
- 兼好本人を知る藤原盛徳（元盛法師）による『勅撰作者部類』では兼好は「凡僧」に分類され、世系官歴の記載はない

以上より、「卜部氏系図」を吉田兼倶の捏造（後述）とみて、小川説では兼好の出自を若年時に卜部姓を名乗ったこと以外不明とする。ただし、正和5年（1316年）に没した神宮祭主・大中臣定忠の追善のために結縁経和歌を詠んでいる（家集・26番）ことから、吉田流卜部氏よりは平野流卜部氏（平野神社の神主を務め、大中臣氏と姻戚関係がある）の系統に近いとみて、兼好の関東下向も伊勢国守護・金沢流北条氏との関係と推測する。

### 関東下向
『兼好歌集』より、兼好は少なくとも2度関東に下向したことが確認でき、1度目は鎌倉・金沢に一定期間居住し、2度目に訪れた際は旧居が荒廃している様子を次の歌に詠んでいる。
兼好の関東下向は、延慶元年（1308年）11月11日付の六波羅探題・金沢貞顕による称名寺長老・剱阿に宛てた書状（金沢文庫文書）によっても確認できる。同文書は、兼好が鎌倉から京都に持参した剱阿の手紙に対する返事である。この中で当時越後守正五位下であった貞顕が「兼好」と呼び捨てにしていることからも、小川剛生は兼好が従五位下・左兵衛佐の地位にあったことを否定する。
金沢文庫には他に「うらへのかねよし」の名が現れる氏名未詳書状がある。剱阿を「みやうにん（明忍）の御房」と呼んでいることから剱阿の称名寺長老就任（1308年）以前のものとみられる。その中で「これは四郎太郎かとふら（弔）ひ候ふんにて候へく候、御申あけはし候ハヽ、うらへのかねよしとふしゆ（諷誦）にも申あけさせ給候へ、」すなわち「四郎太郎」が供養する分として「うらべのかねよし」の名で諷誦（経文や偈頌を声をあげて読むこと）を捧げるよう述べていることから、小川剛生は「四郎太郎」が卜部兼好の仮名であったとしている。
また、金沢文庫には兼好自身が剱阿に宛てた書状の立紙（包み紙）も2通現存しており、いずれも「卜部兼好」で署名しており、位階官名を記さないことから小川剛生は兼好が出家まで正式な官途に就かなかったと推測している。
なお、兼好が帰洛した延慶元年（1308年）は後二条院が崩御した年でもあり、天皇の生母・西華門院が追善供養のために兼好に読ませた以下の和歌が、制作年次の明らかな最古の作とされることがある。小川説ではこれは年忌法要の際の作で、生前の後二条院と兼好の関係を示すものではないとする。

### 出家と遁世
『徒然草』50段より、応長元年（1311年）3月に兼好は京都の東山に居住していたことが確認できる。小川説ではこれも前年に六波羅探題北方に任じられた金沢貞顕との関係とみる。『徒然草』238段で兼好は金沢貞顕が建立した常在光院の鐘銘の誤りを鋳造前に指摘しており、京都においても貞顕との関係がうかがわれる。
兼好は30歳前後で出家し、俗名を音読した「兼好（けんこう）」を名乗った。この動機を『正徹物語』は元亨4年（1324年）の後宇多院の崩御によって発心したとするが、実際には正和2年（1313年）に山城国山科小野荘の名田を六条三位父子（山科頼成・維成）から購入した際の文書（『大徳寺文書』）に「兼好御房」とあることからそれ以前の出家である。
兼好が遁世後に住んだ場所としては、修学院（現・京都市左京区）と比叡山横川（よかわ）が『兼好家集』（52-55番、63-66番）に見える。なお、仁和寺南の双ヶ丘は兼好ゆかりの地として知られ、「ならびの岡に無常所（墓所）まうけて、かたはらに桜を植ゑさすとて」（家集・20番）と本人も書いているが、居住したことを直接示す史料はない。とはいえ『実隆公記』文亀3年（1503年）7月19日条にも仁和寺浄光院を「兼好法師旧跡」とする記述があり、古くからゆかりの地として知られていた。
正和5年（1316年）、兼好と親交のあった堀川具守が死去。翌年春、兼好は具守を偲んで延政門院一条という女性（延政門院の女房）と和歌の贈答をしている（家集・67ｰ68番）。
『徒然草』238段に、後醍醐天皇の皇太子時代、東宮御所に伺候していた堀川具親に用があり参上したところ、具親が『論語』の「紫の、朱奪ふことを悪む」とある巻を探しあぐねていたので、兼好がどこにあるか教えた話がある。これは後醍醐の即位前、文保2年（1318年）以前のことと分かる。
『徒然草』27段には、文保2年の後醍醐天皇の践祚の様子も記述される。

### 二条派歌人
兼好は二条為世に和歌の教えを受け、為世門下の四天王の一人として正徹による『正徹物語』では数えられている。兼好が二条為世から直接教えを受けていることは、元亨4年（1324年）に兼好が書写し、為世から家説の伝授を受けたことが記述される三条西実隆筆『古今和歌集』（細川文庫蔵）奥書からも確認できる。
当時の歌壇の状況としては、二条派・京極派の対立が顕在化しており、大覚寺統の後宇多院・後二条天皇のもとで二条為世が『新後撰集』を撰進、持明院統の伏見院・花園天皇のもとで京極為兼が『玉葉和歌集』を撰進するなど、両統の政治状況とも結びついていた。正和4年（1315年）に京極為兼が六波羅探題に捕らえられた上、土佐国に配流となり、文保2年（1318年）に大覚寺統の後醍醐天皇が即位したことで二条派は全盛期を迎えた。二条為世による『続千載集』の撰進も行われ、これにより兼好も初めて勅撰和歌集に入集した。
兼好と大覚寺統皇族との関係としては、後宇多院から歌を召され（家集・104番）、元亨3年（1323年）と正中2年（1325年）の邦良親王の歌合でも歌を召されている（家集・157ｰ161番、108ｰ109番）ことが確認できる。

### 南北朝の動乱
元弘の乱によって鎌倉幕府は滅亡、金沢貞顕も自害したが、この時期の兼好の動静は伝わっていない。
なお、四条隆資（元徳2年10月21日権中納言補任）を「黄門」、後醍醐天皇を「当代」とすることから橘純一が『徒然草』の成立時期として推定したのが元弘の乱の直前、元徳2年（1330年）から元弘元年（1331年）の時期である。この説には反証も挙げられてはいるものの、章段の多くは後醍醐天皇の治世末期の執筆とみられている。
建武新政期には、建武2年（1335年）の内裏における千首和歌詠進において7首を詠んでいる（家集・170-176番）。
同年、建武の乱が発生し翌建武3年（1336年）1月には足利尊氏が京に進軍する。兼好は同年3月に二条為定から古今集の家説を受講し（細川文庫蔵『古今和歌集』奥書）、「一条猪熊旅所」で『源氏物語』の書写を行う（宮内庁書陵部本奥書）など、京都を離れた形跡はない。

### 室町幕府要人への接近
鎌倉時代は大覚寺統皇族と関係を持った兼好だったが、室町幕府の成立以降は北朝の要人と関係を持った記録が多数見られる。
康永2年（1343年）に兼好は『源氏物語』桐壺巻を「宣名」という人物と校合している（宮内庁書陵部蔵奥書）。宣名は『藤葉集』に「大中臣宣名饗庭因幡守」とあり、饗庭を名乗る大中臣氏であることから足利尊氏の近習・饗庭命鶴丸の父親など血縁者の可能性がある。
康永3年（1344年）10月8日に足利直義が高野山金剛三昧院に献納した宝積経（国宝・宝積経要品、前田育徳会蔵）は、裏に「なむさかふつせむしむさり（南無釈迦仏全身舎利）」の12字を首句に冠した和歌120首の短冊を貼り継いでいるが、その中には兼好自筆の5首が含まれている。
貞和2年（1346年）10月から11月にかけて、醍醐寺座主・三宝院賢俊は兼好らを伴い伊勢参宮を行っている（『賢俊僧正日記』）。
北朝で太政大臣を務めた洞院公賢の日記『園太暦』およびその目録では、兼好は3箇所に登場する。貞和4年（1348年）12月26日条では、高師直の使者として狩衣着用について問うため公賢を訪ねている。
北朝の関白・二条良基の押小路烏丸殿で貞和年間に開催されていた月次3度の歌会にも兼好は頓阿・慶運とともに出席していた（『近来風体抄』）。

### 死没
兼好の確認できる最後の動静は、文和元年（1352年）8月に、二条良基作の『後普光園院殿御百首』に頓阿・慶運とともに合点を打っているものである。
したがって文和元年が兼好没年の上限となるが、これ以降にも生存していたことが推察される。
まず、今川了俊が『了俊歌学書』で兼好が冷泉為秀の門弟となったことを記していることが挙げられる。前述のように兼好は二条派の歌人であり、二条為定を差し置いて冷泉為秀に師事することは考えにくい。しかし二条為定は正平の一統で南朝に与したために、文和元年の後光厳天皇の即位に伴い逼塞していた。そこで相対的に権威を高めた冷泉為秀が北朝歌壇の中心に立ったことから、兼好も為秀に礼を尽くさなければならなかった状況を、為秀の弟子である了俊が誇張して述べたのではないかとも考えられる。だとすればこれは文和元年以降のことでなければならないという訳である。
さらに、『兼好家集』の加筆が挙げられる。兼好自筆本では末尾8首は時期を置いて加筆したものと認められるが、その中に以下の和歌がある。
これは「三代」の歌集、すなわち『続千載集』『続後拾遺集』『風雅集』に入選したとはいえ、四代の歌集の作者となることはできまい、と嘆いた句である。このことから、兼好の死没は延文元年（1356年）6月の『新千載集』の下命以降、延文4年（1359年）4月の奏覧以前と考えられる。なぜなら、兼好は入集歌には集名を明記しているから、『新千載集』入集を知っていればなんらかの処置をしたはずだからである。
兼好の弟子としては、今川了俊が『落書露顕』で命松丸の名を挙げている。命松丸は『塵塚物語』で『吉野拾遺物語』の作者に擬されているが、史実とは認められない。

## 兼好の人物像の生成と流布

### 『太平記』
軍記物『太平記』巻二十一での、艶書（ラブレター）を代筆した話が知られる。室町幕府の執事高師直は、侍従局（じじゅうのつぼね）という女房から塩冶高貞の妻が美人であると聞いて、急に恋心を起こし侍従局に取り持ちを頼むが上手くいかない。塩冶高貞の妻の美しさは、高師直の心を捉えて離さないものであった。いっそう思いを募らせた師直は「兼好とひける能書の遁世者」に艶書の代作をさせ、使者に届けさせる。しかし高貞の妻は、その手紙を開けもせず庭に捨ててしまったので、師直は怒って兼好の屋敷への出入りを禁じてしまったのだという。ただし、『太平記』の兼好・高師直・塩冶判官に関する記述は脚色が多く、そのまま歴史的事実とは考えられない。『太平記』ではこのように和歌に無教養な人物として描かれる師直だが、実際は自作和歌が勅撰集『風雅和歌集』に入撰するほどの武家歌人であったという点でも史実と異なる。
この創作は、江戸時代の「仮名手本忠臣蔵」の元となった『兼好法師物見車』『碁盤太平記』を代表として後世の芝居や小説などの素材に数多く採り上げられ、顔世御前の美貌を高師直に吹き込み、彼女への恋文を代筆する兼好の活躍は、兼好の恋の道もわきまえた「粋法師」としてのイメージを形成する上で大きな影響を与えている。
この説話について、林鵞峰『本朝遯史』では兼好一生の過錯、元政『扶桑隠逸伝』では融通無碍の境地がなせる業であるとし、土肥経平『春湊浪話』は足利家中弱体化を目論んだ兼好の策謀（後述）、『先進繍像玉石雑誌』は太平記に見える兼好は同名の別人という説を述べるなど、様々な評判を呼んでいる。

### 吉田兼倶による系譜・官歴の捏造
15世紀、吉田流卜部氏の吉田兼倶は吉田神道を提唱し、過去の著名人・歌人が自分の先祖の弟子であったと主張し始めた。藤原定家、鴨長明、顕昭、日蓮などが吉田流卜部氏の弟子であったとすることによって、吉田家の影響力を高めようとしたのである。さらに、吉田神道に影響を与えた『旧事本紀玄義』の著者・慈遍を吉田流卜部氏の系図に組み込む。文明12年（1480年）には慈遍を兼雄の孫、兼顕の子とする系図を門弟に示しているが、後の「卜部氏系図」とは異なる上に、兼好は系図に入っていない。兼倶は当時知名度を高めていた兼好が卜部氏を名乗った時期があることを利用し、兼好を吉田流卜部氏の系譜に組み込んだ「卜部氏系図」を捏造したとみられる。
兼倶の嫡子・兼致は寛正5年（1464年）に六位蔵人に任じられている。そのための先例として兼倶が示したのが、元弘・建武年間に卜部兼好・兼高が六位蔵人として出仕したというものであった（『実隆公記』永正6年（1509年）8月6日条）。しかし上述のように元弘・建武年間には兼好は既に出家しており、「兼高」に至っては実在さえ不明である。兼致は明応7年（1498年）には左兵衛佐に任じられるが、この際も卜部兼忠が左兵衛佐、兼直が左兵衛督、兼成が左近衛少将、兼好が右兵衛佐に任じられたことを兼倶は先例として主張するのである。これらもおよそ史実とは考えられない。これらの「先例」は兼倶が嫡子を任官させるための捏造といえる。

### 伊賀居住説
中世の連歌師で源氏物語注釈書『万水一露』の著者・能登永閑の手によるとされる『伊賀国名所記』「国見山」では田井という村に兼好法師の庵の跡があり石塔などもあると記述されている。
菊岡如幻が編纂し、貞享4年（1687年）に藩主に献納したという『伊水温故』に「兼好塚」の記述が現れる。その内容は、『園太暦』にもとづくという形で、以下のような内容である。
- 兼好法師の父は卜部兼顕。
- 初名は左兵衛兼行だったが後に兼好に改め、後宇多院の北面であった。
- 剃髪して兼好を法名とし、吉田山に住んだ。
- 伊賀守橘成忠は兼好と親しく交わり、兼好は伊賀に赴き国見山の麓、田井庄に庵を結んだ。
- 十七八歳の成忠の娘に兼好は数年通い、「しのぶ山またことかたの道もがな ふりぬる跡は人もこそしれ」という歌を詠んだ。
- 伊勢神宮の正禰宜従四位上常直が庵に通い、和歌を習った。
- 貞治元年（1362年）5月23日、63歳で病死し、国見山の麓に葬られた。

このような記述は現存する『園太暦』にないばかりか、貞治元年は洞院公賢の死後のため偽文と言えるが、『園太暦』偽文は体裁や内容を改めながら、最終的に26条もの分量に膨れ上がる。
26箇条からなる最終的な『園太暦』偽文のうち、年次が明確になるもので最古のものは、宝永8年/正徳元年（1711年）刊行の各務支考による『徒然の讃』に見えるものである。その一部を以下に挙げる。
- 康永2年（1343年）8月25日
  - 疱瘡加持のため南朝の帝に召される。
- 貞和5年（1349年）7月朔日
  - 伊賀国田井庄の密乗院に住したことなど。
- 観応元年（1350年）2月3日
  - 伊賀国にて罹病したことなど。
- 同年2月25日
  - 兼好の経歴および橘成忠の娘小弁と通じたこと、伊賀国国見山の麓に庵を結び、田井庄で68歳で往生したことなど。

これらの記述は、早くには17世紀後期に黒川由純が『徒然草拾遺抄』で「文ノ体、疑ラクハ偽書タルベキカ」と偽書説を唱えている。彰考館の酒井竹軒は元禄12年（1699年）の書簡で「兼好卒年、園太暦ニ有レ之と申儀は疑敷事ニ御座候」としており、結局『大日本史』巻221「歌人伝」の兼好の項では偽文の記述は採用されていない。
とはいえ『園太暦』偽文の記述は明治20年代の『徒然草』注釈書においても頻繁に引用され、この記述を否定する論調が一般的になるのは藤岡作太郎『東圃遺稿巻三 鎌倉室町文学史』（大正4年）を待たなければならなかった。

### 南朝忠臣説
江戸中期の岡山藩の和学者・土肥経平は、『徒然草』や『園太暦』偽文の以下の点を根拠に、『春湊浪話』「徒然草」「高師直が艶書を兼好草す」で兼好南朝忠臣説を提唱した。
- 『徒然草』では後醍醐天皇が吉野に移った後も「先帝」ではなく「当代」と記す。
- 『徒然草』では南朝に奉公した公卿のことを多く挙げる。
- 『園太暦』に吉野に加持祈祷に参上したことが見える。
- 『園太暦』で京都を避けて伊賀で生涯を閉じたのも、南朝に心を寄せていたからである。

さらに土肥は、上述する『太平記』の高師直の艶書を兼好が代筆した逸話については、兼好は南朝に心を寄せていたので、「足利家の内の乱るべきはしなりと内心に悦びて」師直の頼みを引受けたのであり、結果足利家は乱れて師直兄弟は殺され高一族は没落したのだとする。

## 代表歌
『続千載和歌集』以後7つの勅撰和歌集に18首が入集している。
- いかにしてなぐさむ物ぞうき世をも そむかですぐす人にとはばや（『続千載和歌集』雑歌下・2004）
  - 『続千載和歌集』に初めて入集した作。

- 代々をへてをさむる家の風なれば しばしぞさわぐわかのうらなみ（『徒然草』）
  - 文字文化協会『今昔秀歌百選』51に撰、選者：宇野茂彦（中央大学教授（当時））
- よもすゞしねざめのかりほ手枕も ま袖も秋にへだてなき風（『続草庵集』巻4・538-539）
  - 沓冠（くつかぶり）という、各句の頭字と末字に定められた文字を詠む込むもの。頓阿との贈答歌。

## 卜部兼好が登場する大衆文化作品

### 教育番組
- 『まんがで読む古典』「徒然草」（1989年、NHK総合） - 演：立川志の輔
- 『先人たちの底力 知恵泉』「ひとりを愉しむ：兼好法師 自分の居場所を作る極意」（2021年4月13日、NHKEテレ） - 演：宮沢天[* 1]

### 漫画
- 蛇蔵&海野凪子『日本人なら知っておきたい日本文学』（2011年　幻冬舎）
- 松井優征『逃げ上手の若君』（2021年～　集英社）[* 2]
  - 「吉田兼好」の名で登場。

### テレビアニメ
- 『ねこねこ日本史』第122話「食べられなくても役立つ猫草、徒然猫草！」（2019年12月18日、NHKEテレ） - 声：梶裕貴[* 3]

### OVA
- 『アニメ古典文学館』第4巻「徒然草」（2004年） - 声：小山武宏[* 4]、進藤尚美[* 4]、高戸靖広[* 4]